# Prestosuchus chiniquensis

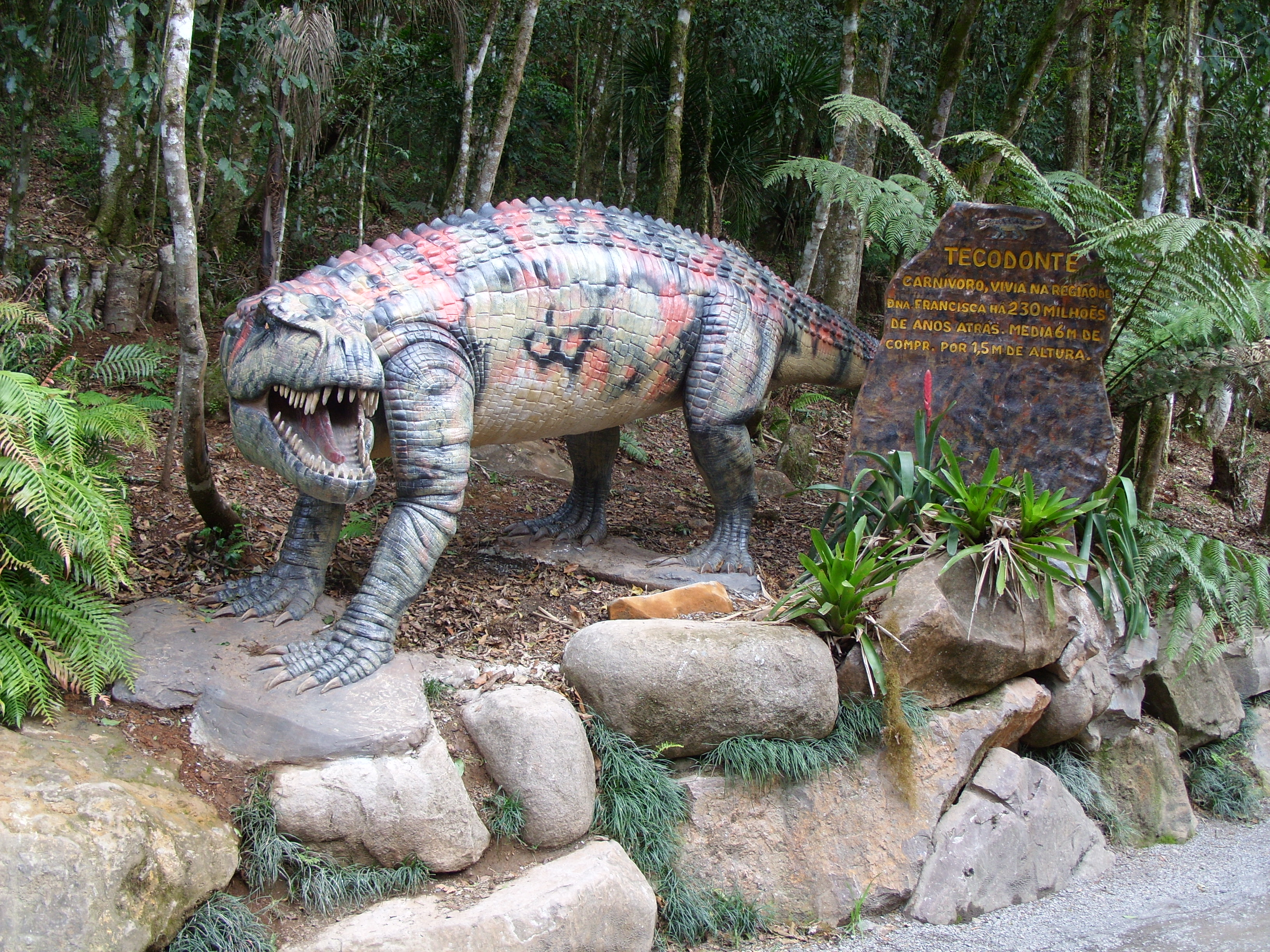
Prestosuchus chiniquensis. Réplica de Clóvis Dapper, no parque Floriball em Canela.

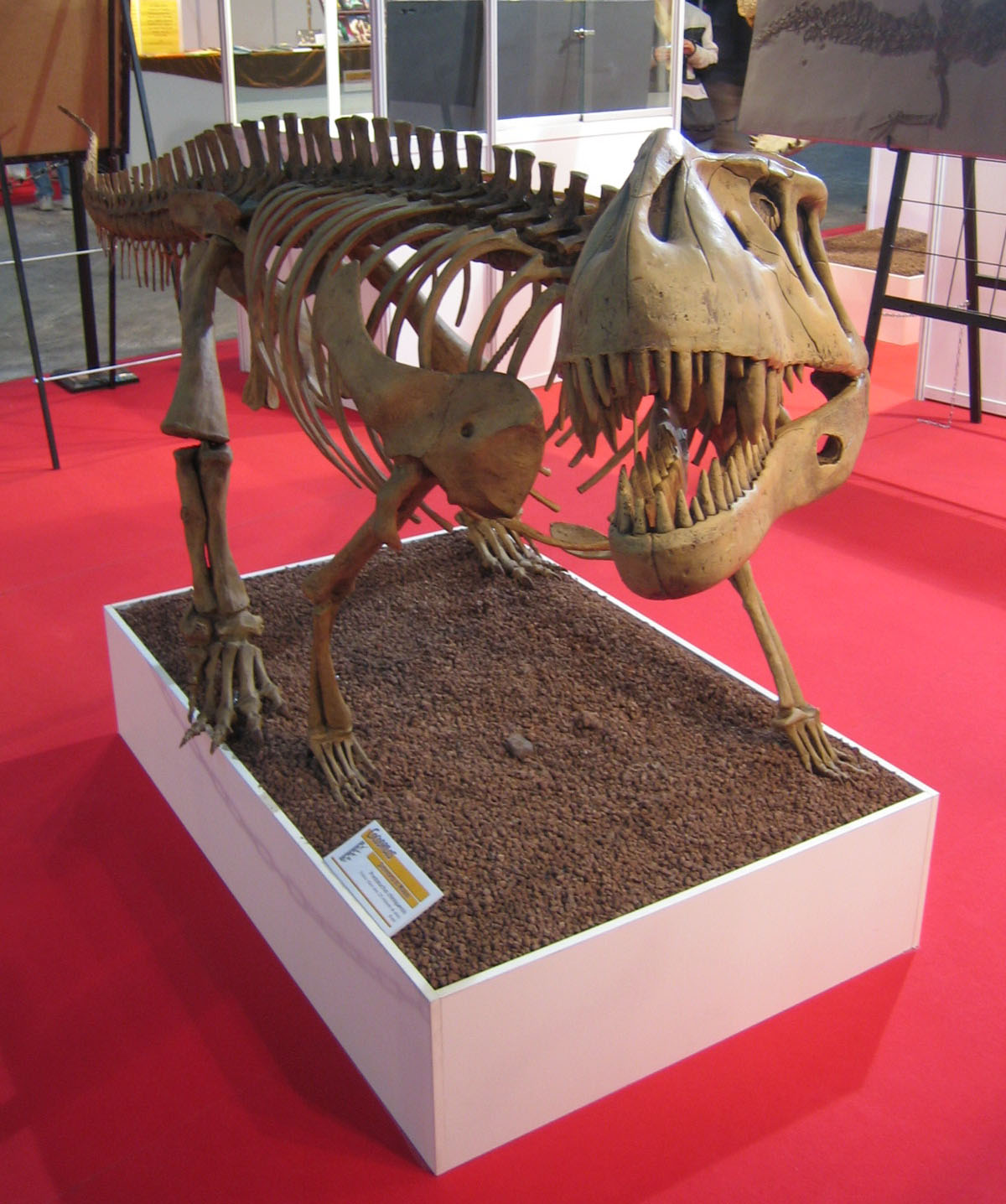
Prestosuchus chiniquensis exposição na Espanha.

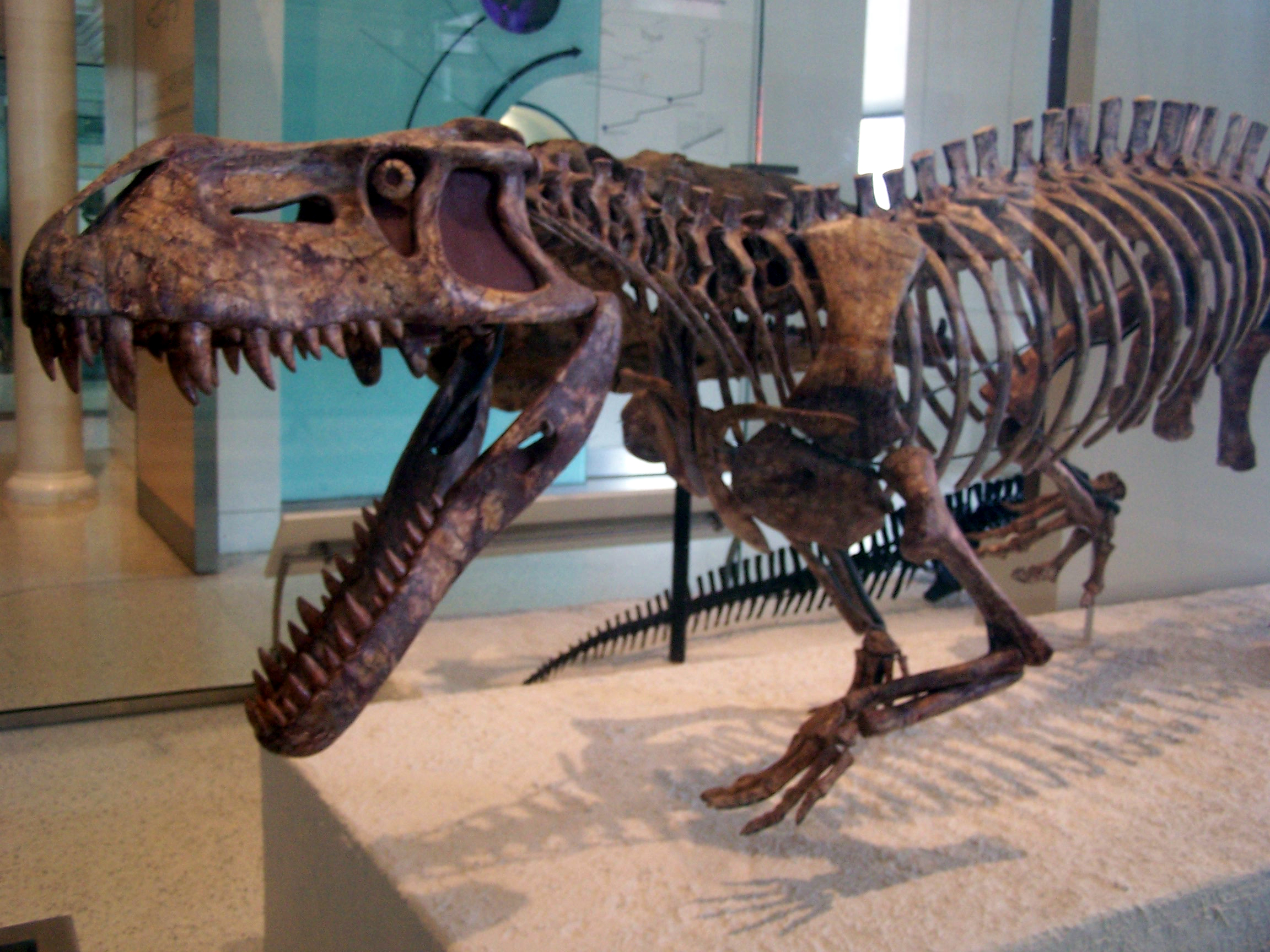
Esqueleto do Prestosuchus.

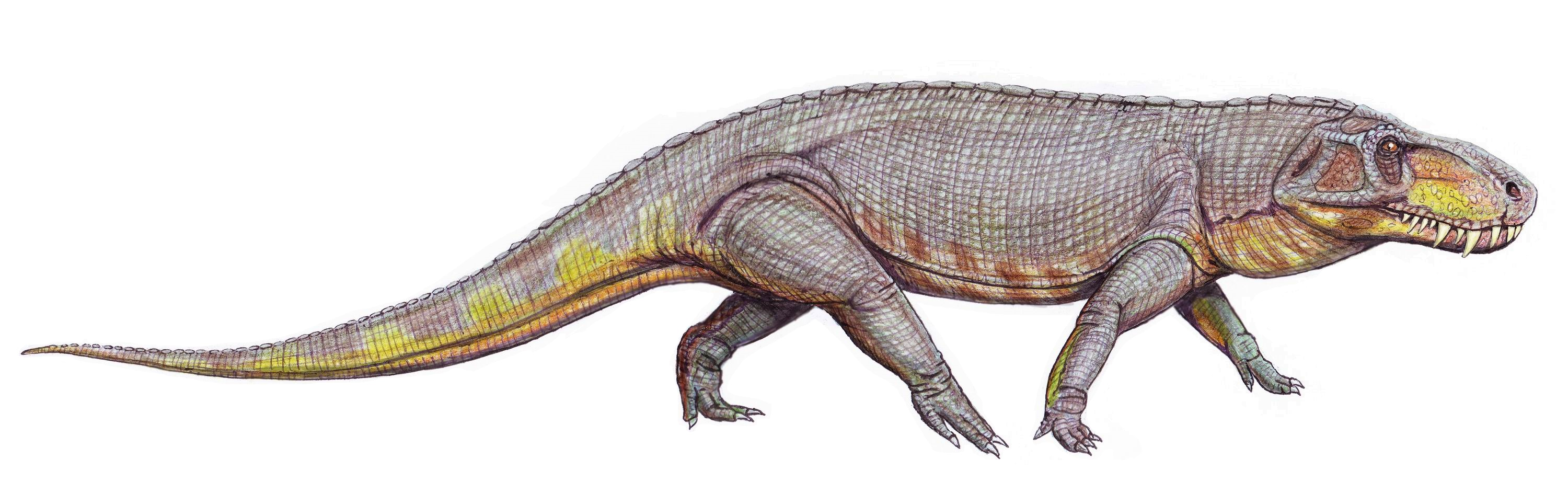
Prestosuchus chiniquensis.

O Prestosuchus chiniquensis foi descoberto no Sítio Paleontológico Chiniquá, próximo a cidade de São Pedro do Sul em 1938, pelo paleontólogo Friedrich Von Huene em uma viagem ao Brasil. Em homenagem a Vicentino Prestes de Almeida, Von Huene deu o nome ao Prestosuchus chiniquensis (Prestes, Chiniquá).
Conta a história que um camponês o levou até uma ravina, onde foram encontrados ossos de um grande animal. O esqueleto estava muito danificado e havia poucos ossos: faltavam o crânio e grande parte do corpo do "lagarto". Desde então surgiram novos fósseis, possibilitando um estudo mais detalhado desse grande carnívoro do triássico.
O Prestosuchus se caracteriza por formas peculiares nas patas. Pertencia a um grupo que abrange crocodilos, jacarés e gaviais. Suas patas ficavam totalmente abaixo do corpo, como no leão por exemplo, possibilitando ao animal correr a uma boa velocidade e ser muito ágil. Devia ter uns seis metros dos quais quase metade eram formadas por um forte cauda. Acredita-se que esse animal pudesse abater animais grandes como um dinossauro.

## Descobertas de exemplares
Em abril de 2010 um fóssil bastante completo de Prestosuchus foi localizado por pesquisadores da Universidade Luterana do Brasil Ulbra no município de Dona Francisca, na localidade de Linha do Soturno, sendo identificado como um adulto e medindo cerca de 7 m de comprimento, 160 cm de altura e com estimativa de peso corporal quando vivo de uma tonelada, datado de aproximadamente 238 milhões de anos.